# 米克·费尔德
米克·费尔德（英語：Mick Feld，20世纪—），美国前男子赛艇运动员。他曾代表美国参加瑞士卢塞恩举行的1974年世界赛艇锦标赛，获得男子轻量级八人单桨有舵手金牌。